# Aruncător de grenade 40 mm
 (janvier 2020).
 L'Aruncător de grenade 40 mm (AG-40) est un lance-grenades de 40 mm roumain. Il est destiné à être monté en tant que garde-main inférieur sur les fusils de la famille des Kalachnikov. L'AG-40 est actuellement utilisé sur le PA md .86 (Pușcă Automată model 1986), fusil d'assaut standard des forces armées roumaines, chambrée en 5.45 x 39 mm. Il a remplacé l'ancien lance-grenades GP-25 hérité de l'ère soviétique.

## Données techniques

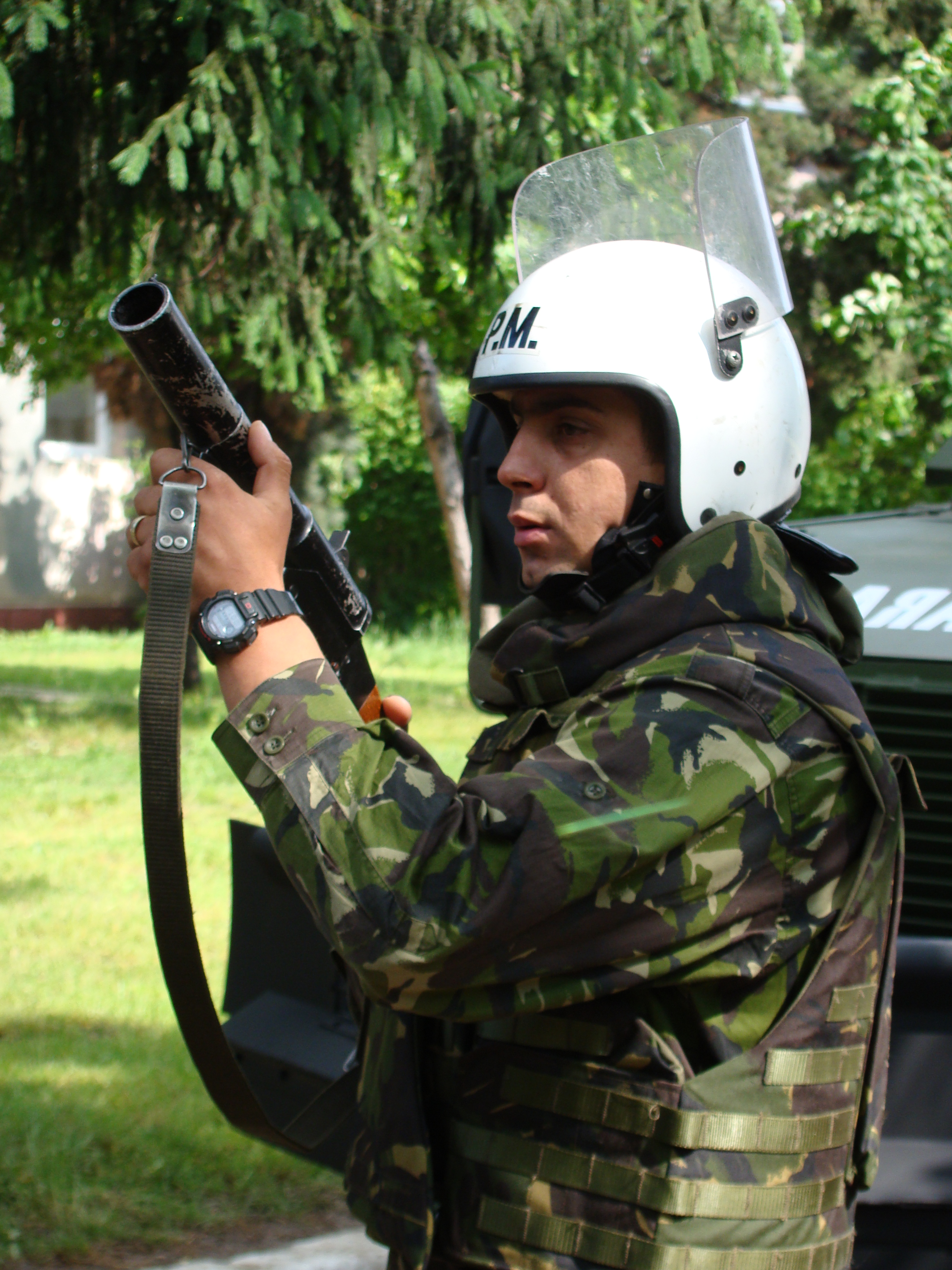
Soldat de la police militaire roumaine avec un lance-grenades AL-38.

Le lance-grenades AG-40 est fabriqué par ROMARM SA et possède les spécifications techniques suivantes :  
| Modèle             | AG-40P                                                 | AG-40PN                                                | AL-38                     |
| ------------------ | ------------------------------------------------------ | ------------------------------------------------------ | ------------------------- |
| Calibre            | 40 mm                                                  | 40 mm                                                  | 38 mm                     |
| Cartouche          | 40 x 47 mm                                             | 40 x 46 mm                                             | -                         |
| Opération          | mono-coup                                              | mono-coup                                              | mono-coup                 |
| Alimentation       | chargement par la culasse, canon coulissant            | chargement par la culasse, canon coulissant            | chargement par la culasse |
| Viseur             | guidon avant et œilleton arrière calibré de 50 à 450 m | guidon avant et œilleton arrière calibré de 50 à 450 m | guidon avant encoche en U |
| Vitesse initiale   | 80 m/s                                                 | 74 m/s                                                 | -                         |
| Portée minimale    | 50 m                                                   | 50 m                                                   | -                         |
| Canon              | 16 rainures une révolution en 1200 m                   | 6 rainures une révolution en 1200 m                    | Rayé (détails manquants)  |
| Longueur de l'arme | 400 mm                                                 | 400 mm                                                 | 700 mm                    |
| Longueur du canon  | 300 mm                                                 | 300 mm                                                 | 350 mm                    |
| Ligne de mire      | 125 mm                                                 | 125 mm                                                 | 320 mm                    |
| Poids              | 1.300 kg                                               | 1.300 kg                                               | 2.400 kg                  |

## Utilisateurs
- Roumanie: Utilisé au sein des unités d’infanterie, de chasseurs alpins et de plongeurs de combats.
- Géorgie: Produit localement[1].

## Variantes
- AG-40P - modèle de base (cartouche 40x47 mm)
- AG-40PN - utilise la cartouche OTAN 40x46 mm [2]
- AL-38 - version lanceur anti-émeute (calibre 38 mm)